# Vindullus
Vindullus là một chi nhện trong họ Sparassidae.